# Université Paris-Diderot
Université Paris-Diderot (U Paris VII, pol. Uniwersytet Paryż-Diderot) – były, nieistniejący już francuski uniwersytet utworzony 1 stycznia 1971 roku. Zlikwidowany został 1 stycznia 2020 roku na rzecz Université Paris Cité po opublikowaniu w Dzienniku Urzędowym dekretu ustanawiającego nowy uniwersytet w dniu 20 marca 2019 roku.

## Znani nauczyciele
- Luc Ferry, francuski filozof, publicysta i nauczyciel akademicki, profesor, w latach 2002–2004 minister edukacji narodowej
- Jean-Pierre Raffin, francuski biolog i działacz ekologiczny, od 1991 do 1994 poseł do Parlamentu Europejskiego III kadencji

## Znani absolwenci
- Andrzej Jagusiewicz, polski urzędnik, specjalista ochrony środowiska